# 19e cérémonie des Screen Actors Guild Awards
La 19e cérémonie des Screen Actors Guild Awards (SAG Awards), décernés par la Screen Actors Guild a eu lieu le 27 janvier 2013, et a récompensé les acteurs et actrices du cinéma et de la télévision ayant tourné l'année précédente. Elle a été présentée par Jude Law et diffusée simultanément sur TNT et TBS.
Les nominations ont été annoncées le 12 décembre 2012 sur TNT,.

## Palmarès

### Cinéma

#### Meilleur acteur dans un premier rôle
- Daniel Day-Lewis pour le rôle d'Abraham Lincoln dans Lincoln
  - Bradley Cooper pour le rôle de Pat Solitano dans Happiness Therapy (Silver Linings Playbook)
  - John Hawkes pour le rôle de Mark O'Brien dans The Sessions
  - Hugh Jackman pour le rôle de Jean Valjean dans Les Misérables
  - Denzel Washington pour le rôle de Whip Whitaker dans Flight

#### Meilleure actrice dans un premier rôle
- Jennifer Lawrence pour le rôle de Tiffany dans Happiness Therapy (Silver Linings Playbook)
  - Jessica Chastain pour le rôle de Maya dans Zero Dark Thirty
  - Marion Cotillard pour le rôle de Stéphanie dans De rouille et d'os
  - Helen Mirren pour le rôle d'Alma Reville dans Hitchcock
  - Naomi Watts pour le rôle de Maria dans The Impossible

#### Meilleur acteur dans un second rôle
- Tommy Lee Jones pour le rôle de Thaddeus Stevens dans Lincoln
  - Alan Arkin pour le rôle de Lester Siegel dans Argo
  - Javier Bardem pour le rôle de Raoul Silva dans Skyfall
  - Robert De Niro pour le rôle de Pat Solitano Sr dans Happiness Therapy (Silver Linings Playbook)
  - Philip Seymour Hoffman pour le rôle de Lancaster Dodd dans The Master

#### Meilleure actrice dans un second rôle
- Anne Hathaway pour le rôle de Fantine dans Les Misérables
  - Sally Field pour le rôle de Mary Todd Lincoln dans Lincoln
  - Helen Hunt pour le rôle de Cheryl dans The Sessions
  - Nicole Kidman pour le rôle de Charlotte Bless dans Paperboy (Paperboy)
  - Maggie Smith pour le rôle de Muriel Donnelly dans Indian Palace (The Best Exotic Marigold Hotel)

#### Meilleure distribution
- Argo
  - Indian Palace (The Best Exotic Marigold Hotel)
  - Happiness Therapy (Silver Linings Playbook)
  - Lincoln
  - Les Misérables

#### Meilleure équipe de cascadeurs
- Skyfall
  - The Amazing Spider-Man
  - Jason Bourne : L'Héritage (The Bourne Legacy)
  - The Dark Knight Rises
  - Les Misérables

### Télévision
Note : le symbole « ♕ » rappelle le gagnant de l'année précédente (si nomination).

#### Meilleur acteur dans une série dramatique
- Bryan Cranston pour le rôle de Walter White dans Breaking Bad
  - Steve Buscemi pour le rôle d'Enoch « Nucky » Thompson  dans Boardwalk Empire ♕
  - Jeff Daniels pour le rôle de Will McAvoy dans The Newsroom
  - Jon Hamm pour le rôle de Don Draper dans Mad Men
  - Damian Lewis pour le rôle de Nicholas Brody dans Homeland

#### Meilleure actrice dans une série dramatique
- Claire Danes pour le rôle de Carrie Mathison dans Homeland
  - Michelle Dockery pour le rôle de Lady Mary Crawley dans Downton Abbey
  - Jessica Lange pour le rôle de Constance Langdon dans American Horror Story ♕
  - Julianna Margulies pour le rôle d'Alicia Florrick dans The Good Wife
  - Maggie Smith pour le rôle de Violet, comtesse douairière de Grantham dans Downton Abbey

#### Meilleure distribution pour une série dramatique
- Downton Abbey
  - Boardwalk Empire ♕
  - Breaking Bad
  - Homeland
  - Mad Men

#### Meilleur acteur dans une série comique
- Alec Baldwin pour le rôle de Jack Donaghy dans 30 Rock ♕
  - Ty Burrell pour le rôle de Phil Dunphy dans Modern Family
  - Louis C.K. pour le rôle de Louie dans Louie
  - Jim Parsons pour le rôle de Sheldon Cooper dans The Big Bang Theory
  - Eric Stonestreet pour le rôle de Cameron Tucker dans Modern Family

#### Meilleure actrice dans une série comique
- Tina Fey pour le rôle de Liz Lemon dans 30 Rock
  - Edie Falco pour le rôle de Jackie Peyton dans Nurse Jackie
  - Amy Poehler pour le rôle de Leslie Knope dans Parks and Recreation
  - Sofia Vergara pour le rôle de Gloria Delgado-Pritchett dans Modern Family
  - Betty White pour le rôle d'Elka Ostrovsky dans Hot in Cleveland ♕

#### Meilleure distribution pour une série comique
- Modern Family ♕
  - 30 Rock
  - The Big Bang Theory
  - Glee
  - Nurse Jackie
  - The Office

#### Meilleur acteur dans un téléfilm ou dans une minisérie
- Kevin Costner pour le rôle de 'Devil' Anse Hatfield dans Hatfields and McCoys
  - Woody Harrelson pour le rôle de Steve Schmidt dans Game Change
  - Ed Harris pour le rôle de John McCain dans Game Change
  - Clive Owen pour le rôle d'Ernest Hemingway dans Hemingway and Gellhorn
  - Bill Paxton pour le rôle de Randall McCoy dans Hatfields and McCoys

#### Meilleure actrice dans un téléfilm ou dans une minisérie
- Julianne Moore pour le rôle de Sarah Palin dans Game Change
  - Nicole Kidman pour le rôle de Martha Gellhorn dans Hemingway and Gellhorn
  - Charlotte Rampling pour le rôle d'Eva Delectorskaya dans Restless
  - Sigourney Weaver pour le rôle d'Elaine Barrish dans Political Animals
  - Alfre Woodard pour le rôle d'Ouiser dans Steel Magnolias

#### Meilleure équipe de cascadeurs dans une série télévisée
- Le Trône de fer (Game of Thrones) ♕
  - Boardwalk Empire
  - Breaking Bad
  - Sons of Anarchy
  - The Walking Dead

### Screen Actors Guild Life Achievement Award
- Dick Van Dyke

## Statistiques

### Nominations multiples

#### Cinéma
4 : Happiness Therapy, Les Misérables, Lincoln
2 : Argo, Indian Palace, The Sessions

#### Télévision
4 : Modern Family
3 : 30 Rock, Boardwalk Empire, Breaking Bad, Downton Abbey, Game Change, Homeland
2 : The Big Bang Theory, Hatfields and McCoys, Hemingway and Gellhorn, Mad Men, Nurse Jackie

### Récompenses multiples

#### Cinéma
2 : Lincoln

#### Télévision
2 : 30 Rock